# Ahmad Ramzi
Ahmad Ramzi (arabisch أحمد رمزي, DMG Aḥmad Ramzī; * 1939 in Casablanca; † 19. Dezember 2012 in Rabat) war ein marokkanischer Politiker und Diplomat.

## Werdegang
Er erlangte seine Hochschulreife in Casablanca.
Er studierte Medizin an der Universität Montpellier, wo er zum Doktor der Allgemeinchirurgie promoviert wurde.
Von 1963 bis 1967 war er Direktor eines Krankenhauses in Marrakesch.
Von 1969 bis 1972 war er Chefarzt in Agadir.
Vom 25. April 1974 bis 14. März 1975 war er, im Regierungskabinett von Ahmed Osman, Gesundheitsminister.
Vom 28. April 1975 bis zum 16. Dezember 1976 war er Botschafter in Bagdad (Irak).
Er war saß für die Stadt Agadir in der marokkanischen Repräsentantenversammlung.
Von 10. Oktober 1977 bis 5. November 1981 war er in den Regierungskabinetten von Ahmed Osman und Maati Bouabid, Minister für religiöse Stiftungen und für islamische Angelegenheiten.
1986 war er Botschafter in Riad.
Am 15. Juli 2010 ernannte ihn Mohammed VI. (Marokko), zum Vorsitzenden des Obersten Rates für die Kontrolle der Staatsfinanzen in diesem Amt verstarb er.
Er war auch für seine Ermutigung zu Wissenschaft und Wissenschaft bekannt, er spendete seine Bibliothek der Fakultät Scharia und er spendete mehr als siebentausend Bücher an die Nationalbibliothek des Königreichs Marokko in Rabat.
Sein Sohn ist Karim Ramzi, künstlerischer Fotograf.